# Никокъл
Никокъл (на гръцки: Νικοκλῆς) е древногръцки политически деец, който за кратко става тиран на град Сикион през 251 г. пр.н.е.
Властта над града Никокъл заграбва след като убива Пасей, който преди това е наследил сина си Абантид като държател на върховната власт в града. Управлението му продължава четири месеца, през които той прогонва много от противниците си и едва не изгубва града заради желанието на етолийците да го придобият.
Никокъл е неочаквано свален от власт след като в една нощ група от сикионски изгнаници, която дотогава се подвизава в град Аргос, начело с Арат успява да проникне в Сикион като атакува и превзема неговата цитадела без кръвопролитие. Дворецът на тирана е подпален от групата, но самият Никокъл успява да се изплъзне благодарение на подземен проход. Той напуска града и за съдбата му оттук нататък не се знае нищо, а собствеността му в града е конфискувана от новото управление в името на гражданите.